# 板督县
板督县（英語： 馬來語：）是砂拉越诗里阿曼省的一个县，总面积有734.23平方公里，人口约有1万，有80%是伊班族，多数信奉基督教。（2010年数据）。县里有3个小镇：板督镇（Pekan Pantu）、双溪登岸（Sungai Tenggang）和拉招（Lachau），另外还有2个甘榜和107个长屋。2021年12月，板督副县升格为县。

板督县地图

## 传说
根据当地的居民，板督县里有很多一种树叫“板督”（Pantu），而其果实是可以食用的，县也因此得名。

## 经济
在县里占人口多数的伊班族主要从事农业，种植胡椒，油棕，稻谷和水果，此外也养殖了家禽及谈水鱼，县里有44,900公顷的土地是使用于农业。只占约10%人口的华人大多从事商业贸易。

## 节日
每年的五月，板督县里都会在板督码头举行板督水上节（Pantu Water Festival），这节日之前叫鲶鱼节（Tapah Fish Festival）。板督水上节会连续举办三天，有水上及陆上活动。在水上如有：在小舟上拔河比赛、爬杆比赛、赛舟，而在陆上有吹筒比赛，填色比赛，选美赛，卡拉OK比赛等。同时也会有本地艺人到此表演献唱。此外在节庆上也会展览及售卖原住民的手工艺品和传统的饼干。